# Tuy (Batangas)
Tuy é um município de  terceira classe de renda municipal (d) na província Batangas, nas Filipinas. De acordo com o censo de 1 de maio  de  2020 possui uma população de 46 519 pessoas e 11 448 domicílios.